# Mori-Kunstmuseum

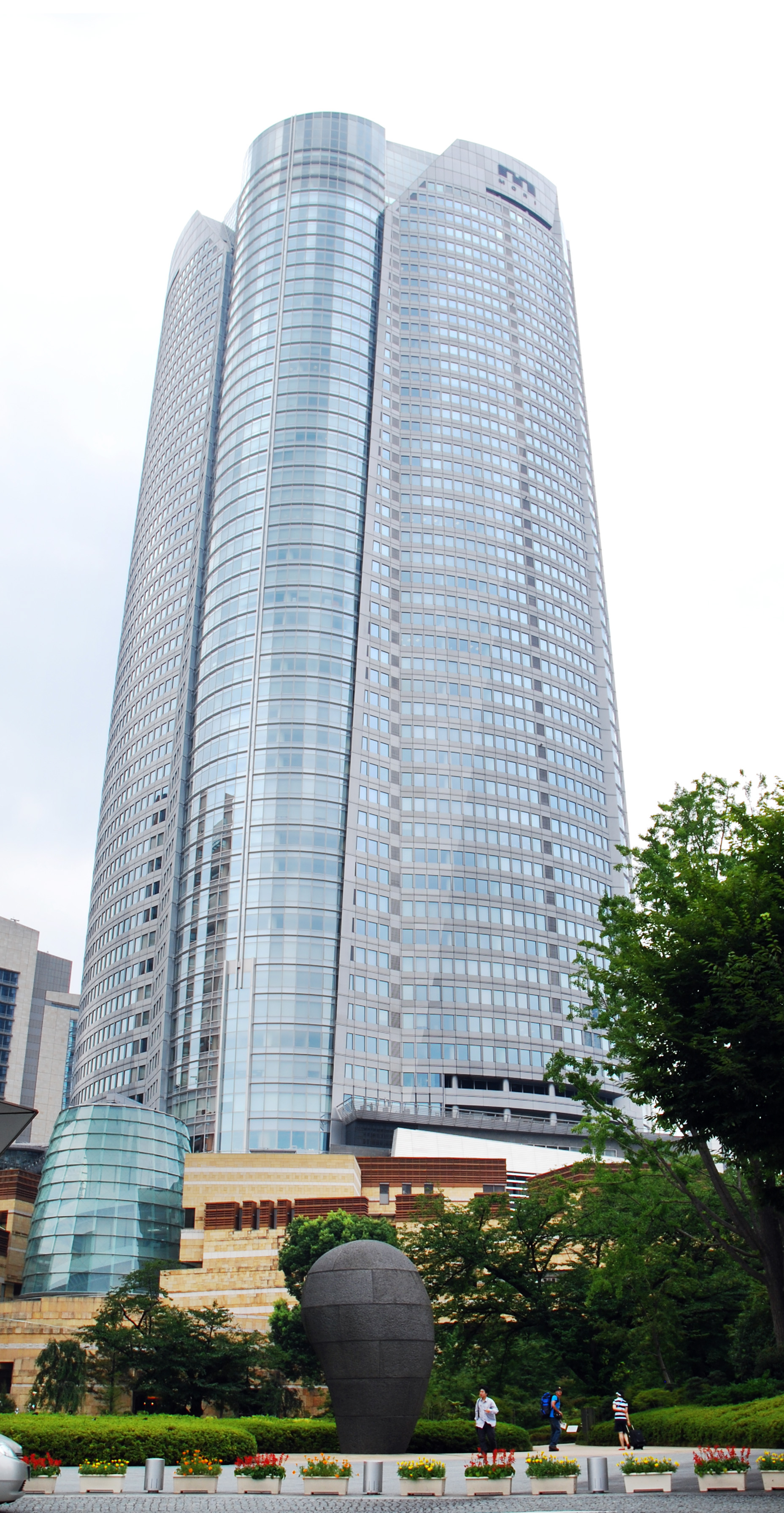
Das Museum oben im Mori Tower auf den Roppongi Hills

Das Mori-Kunstmuseum (japanisch 森美術館, Mori bijutsukan) in Tokio, englisch: „Mori Art Museum“, kurz MAM (マム), stellt moderne japanische und internationale Kunst aus, besitzt aber keine eigene Sammlung. 

## Übersicht
Das Museum befindet sich im 53. Stock des Mori Towers, im Zentrum der „Roppongi Hills“, 250 m über dem Meeresspiegel. Begründet wurde das Museum von Minoru Mori, dem Präsidenten der Mori-Immobiliengesellschaft. Eröffnet wurde das Museum im Oktober 2003, erster Direktor wurde der Engländer David Elliot, der damit in Japan zum ersten Ausländer in einer solchen Position wurde.
Das Museum möchte im Zentrum von Tokio moderne Kunst auf internationalem Niveau – mit Asien als Mitte – unter dem Motto „Art + Life“ präsentieren. Das Museum hat sich also zum Ziel gesetzt, Lebensstil und Kunst zusammenzuführen. Mit zeitgenössischer Kunst im Mittelpunkt sollen aber auch Fotografie, Design, Mode, Architektur u. a. berücksichtigt werden.  
Das Museum besitzt eine Ausstellungsfläche von 2000 m², die je nach Ausstellung flexibel gestaltet werden kann. Im Rahmen des „MAM-Projektes“. (プロジェクト) werden junge Künstler aus der ganzen Welt eingeladen. Sie können ihre Werke zeigen und werden darüber hinaus gefördert. 
Zum Museum gehört auch die „Mori Art Center Gallery“, eine Etage unter dem Museum, mit freiem Ausblick über die Stadt über fast 360˚.
Zusammen mit dem  Nationalen Kunstzentrum Tokio und dem Suntory-Kunstmuseum bildet das MAM das „Roppongi Art Triangle“.